# 新富町 (名古屋市)
新富町（しんとみちょう）は、愛知県名古屋市中村区の地名。現行行政地名は新富町1丁目から新富町5丁目。住居表示実施。

## 地理
名古屋市中村区北部に位置する。東は西区、北は枇杷島町・日比津町に接する。

## 歴史

### 沿革
- 1934年（昭和9年）8月15日 - 西区枇杷島町の一部により、同区新富町として成立[1]。
- 1934年（昭和9年）12月15日 - 西区枇杷島町の一部を編入する[1]。
- 1937年（昭和12年）10月1日 - 中村区成立に伴い、同区新富町となる[1]。
- 1964年（昭和39年）1月10日 - 橋下町の一部を新富町5丁目に編入し、新富町4丁目の一部が猪之越町2丁目に編入される[8]。

## 世帯数と人口
2019年（平成31年）2月1日現在の世帯数と人口は以下の通りである。
| 町丁   | 世帯数  | 人口    |
| ------ | ------- | ------- |
| 新富町 | 619世帯 | 1,237人 |

### 人口の変遷
国勢調査による人口の推移
| 1950年（昭和25年） | 967人   | [ 9 ]  |  |
| 1955年（昭和30年） | 1,180人 | [ 9 ]  |  |
| 1960年（昭和35年） | 1,391人 | [ 10 ] |  |
| 1965年（昭和40年） | 1,544人 | [ 10 ] |  |
| 1970年（昭和45年） | 1,533人 | [ 11 ] |  |
| 1975年（昭和50年） | 1,425人 | [ 11 ] |  |
| 1980年（昭和55年） | 1,301人 | [ 12 ] |  |
| 1985年（昭和60年） | 1,156人 | [ 12 ] |  |
| 1990年（平成2年）  | 1,314人 | [ 13 ] |  |
| 1995年（平成7年）  | 1,284人 | [ 14 ] |  |
| 2000年（平成12年） | 1,290人 | [ 15 ] |  |
| 2005年（平成17年） | 1,248人 | [ 16 ] |  |
| 2010年（平成22年） | 1,271人 | [ 17 ] |  |
| 2015年（平成27年） | 1,201人 | [ 18 ] |  |

## 学区
市立小・中学校に通う場合、学校等は以下の通りとなる。また、公立高等学校に通う場合の学区は以下の通りとなる。
| 番・番地等 | 小学校                 | 中学校                 | 高等学校 |
| ---------- | ---------------------- | ---------------------- | -------- |
| 全域       | 名古屋市立日比津小学校 | 名古屋市立日比津中学校 | 尾張学区 |

## 施設
- 愛知県道190号名古屋一宮線[7][21]
- 名城大学附属高等学校[7]
- 春日神社[7]

## その他

### 日本郵便
- 郵便番号 : 453-0031[4]（集配局：中村郵便局[22]）。